# Badbury Rings

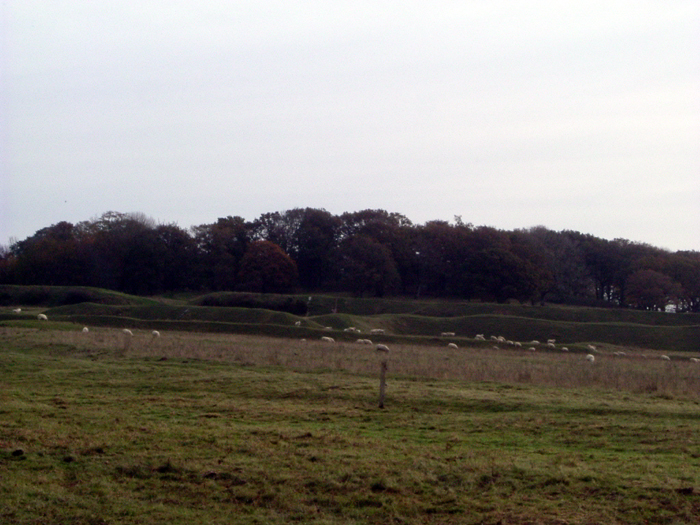
Badbury Rings

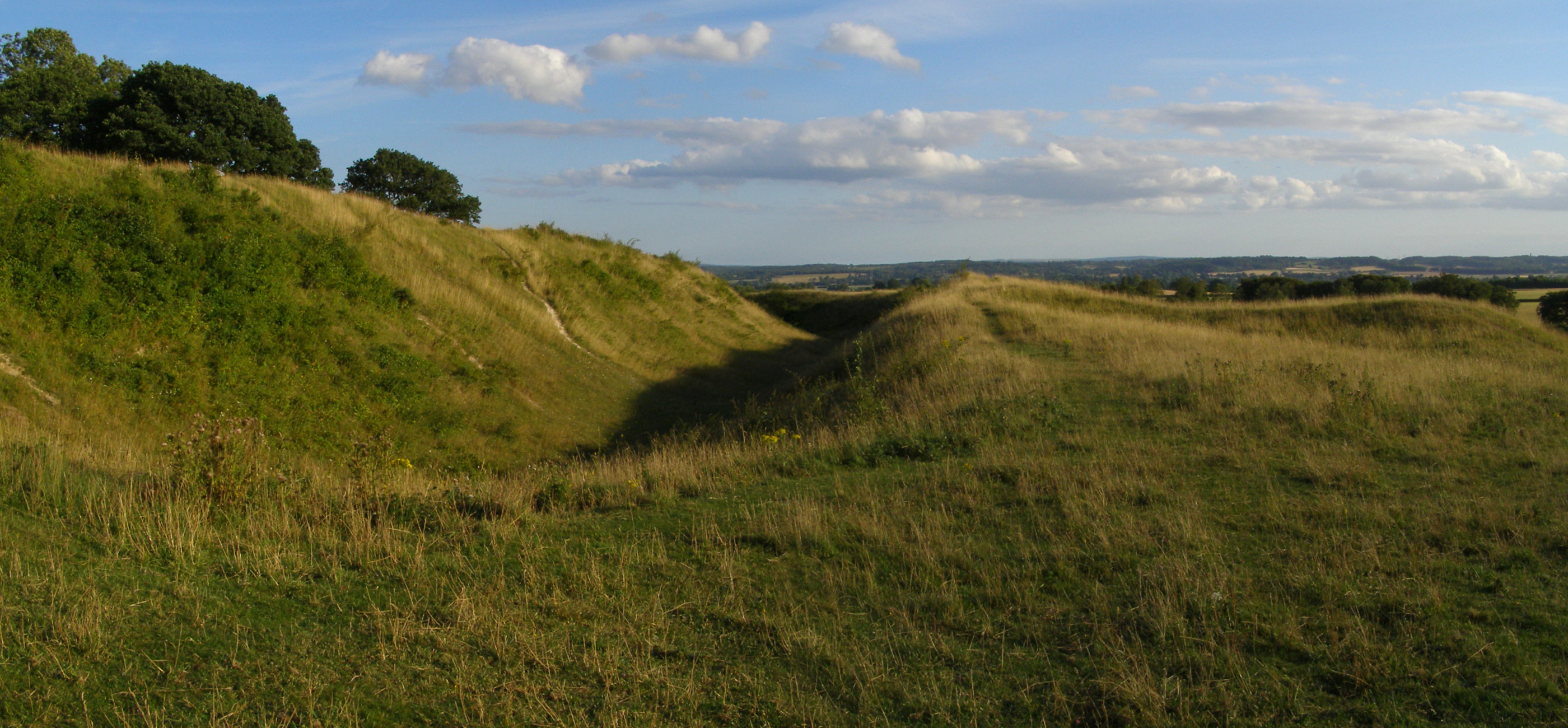
Badbury Rings

Badbury Rings ist ein eisenzeitliches Fort im Osten von Dorset in England. Es stammt aus der Zeit um 800 v. Chr. und wurde etwa bis zur römischen Invasion Englands um 43 n. Chr. genutzt. Badbury Rings liegt zwischen zwei römischen Straßen, zwischen Dorchester, Old Sarum (Salisbury), Bath und Hamworthy (Poole).
Das ca. 100 m hoch gelegene, sieben Hektar große Fort wurde von drei ca. 15 m hohen Holzwällen und vier bronzezeitlichen Grabhügeln umgeben, die auf die frühere Bedeutung des Platzes hinweisen. Auf einem Stein eines der Hügelgräber sind in England sehr selten auftretende Ritzungen zu erkennen. Sie stellen Dolche, axtförmig eingezogene Dreiecke und Cup-and-Ring-Markierungen dar, wie sie ganz ähnlich auch auf Stein 53 in Stonehenge vorkommen.
Dorset fiel während der angelsächsischen Invasion Englands in die Hände der Angelsachsen, die vom Bokerley Dyke (Wall) auf der römischen Straße von Old Sarum aufgehalten wurden. Der Historiker Roy Carr stellte die Vermutung auf, dass die Angelsachsen durch eine bedrohliche Armee aus Westen, die sich vielleicht bei Badbury Rings aufhielt, abgehalten wurden. Carr vermutete außerdem, dass diese Armee eine der Quellen für die Arthuslegende sein könnte und, dass Badbury Rings der Ort gewesen sein könnte, an dem die Schlacht von Mons Badonicus stattfand.
Die Seite, von der der Hang in das Cranborne Chase fällt, ist Teil des Kingston Lacy Anwesens und gehört dem National Trust.